# Прилук (Живинице)
Прилук је насељено мјесто у саставу општине Живинице, Федерација Босне и Херцеговине, БиХ.

## Географија
Прилук се налази око 12 км западно од Живиница, на јужној обали Модрачког језера.

## Становништво
| Националност       | 1991.          | 1981.          | 1971.          |
| Муслимани          | 2.016 (98,58%) | 1.777 (98,12%) | 1.706 (99,53%) |
| Хрвати             | 6 (0,29%)      | 0              | 4 (0,23%)      |
| Срби               | 0              | 0              | 2 (0,11%)      |
| Југословени        | 7 (0,34%)      | 29 (1,60%)     | 1 (0,05%)      |
| остали и непознато | 16 (0,78%)     | 5 (0,27%)      | 1 (0,05%)      |
| Укупно             | 2.045          | 1.811          | 1.714          |

## Извор
- Књига: „Национални састав становништва — Резултати за Републику по општинама и насељеним мјестима 1991.", статистички билтен бр. 234, Издање Државног завода за статистику Републике Босне и Херцеговине, Сарајево.
- интернет — извор, „Попис по мјесним заједницама“ — https://web.archive.org/web/20090520191154/http://www.fzs.ba/Podaci/nacion%20po%20mjesnim.pdf